# 李震淵
李 震淵（イ・ジニョン、朝鮮語: 이진연、1932年2月28日 - 2009年1月12日）は、大韓民国の政治家。第9・10・12代韓国国会議員。
中央日報のワシントン特派員を務めた龍仁市長、元国会議員の李相逸は息子。

## 経歴
全羅南道咸平郡出身。第9代総選挙に新韓民主党の公認で霊光・咸平・長城選挙区から立候補して初当選、第10代総選挙に同党の公認で立候補して再選、第12代総選挙に統一民主党の公認で立候補して3選。党職として新韓民主党院内首席副総務、統一民主党全羅南道支部長、国会内務委・建設委幹事などを歴任した。1987年の大統領選挙の前に両金（金泳三と金大中）の単一化を強調し、統一民主党の分裂に反対した。77歳で死去した。